# Zoom (Film)

Ein künstlich erzeugter zoom-in, gefolgt von einem zoom-out

Der Zoom im Film stellt eine Veränderung der Brennweite am Kameraobjektiv (hier Zoomobjektiv) dar, bei der sich die Position der Kamera nicht verändert, und imitiert eine Hin- oder Rückfahrt, beispielsweise die Veränderung von der Totalen in eine Naheinstellung. Ein Zoom wird in der Regel durch die Veränderung der Brennweite des Zoomobjektivs der laufenden Kamera produziert; er kann aber auch tricktechnisch realisiert werden.
Bei einem zoom-in scheint sich der Betrachter auf ein Objekt zuzubewegen; ein zoom-out erweckt den Eindruck einer Rückwärtsbewegung. 
Besonders in Italowestern wurde die Technik vor allem aus ökonomischen Gründen geradezu exzessiv eingesetzt, da Kamerafahrten – insbesondere Fahrten auf Schienen – teurer sind: Sie dauern länger in der Umsetzung und erfordern mehr Personal. Der Einsatz des Zooms als Ersatz für die Kamerafahrt wird als Stilmittel vielfach kritisiert, da der visuelle/räumliche Eindruck als zu künstlich gilt. Vor allem schnelle Brennweitenveränderungen erzeugen immer einen gewissen optischen Sogeffekt; zudem werden die tatsächlichen räumlichen Verhältnisse im Verlaufe eines Zooms verfälscht (z. B. Abstand zwischen Vorder- und Hintergrund).
In der heutigen Filmproduktion wird der Zoom deutlich diskreter verwendet, oft nur in ausgewählten, absichtlich betonten Einstellungen. 
Ein interessanter Effekt, der durch ein Zusammenspiel von Kamerafahrt und Brennweitenveränderung ermöglicht wird, ist der so genannte Dolly-Zoom.